# Обруч

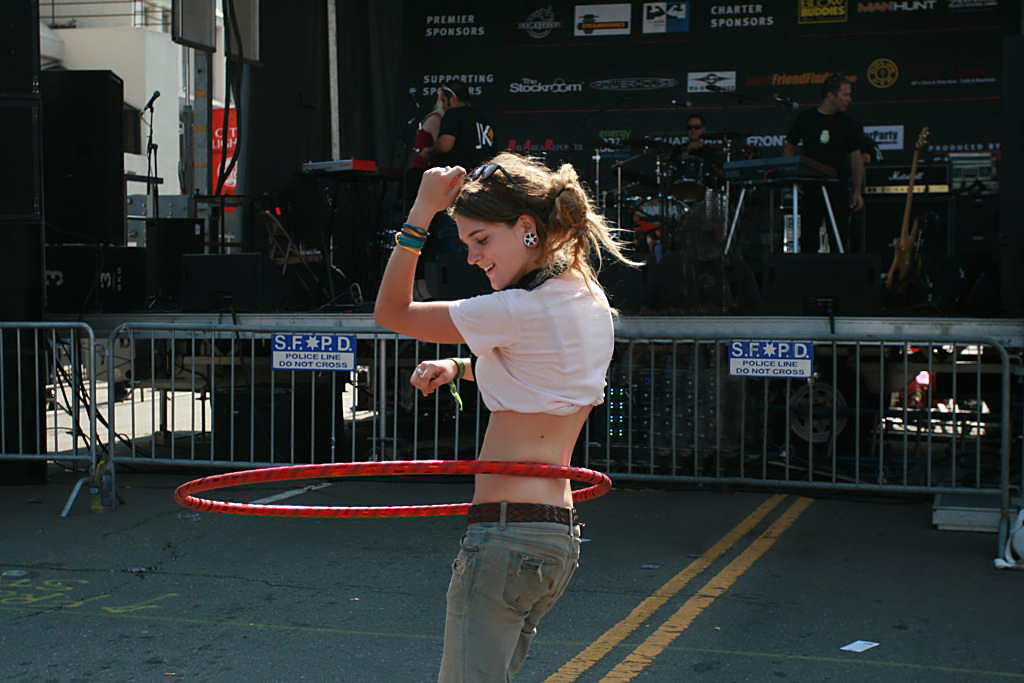

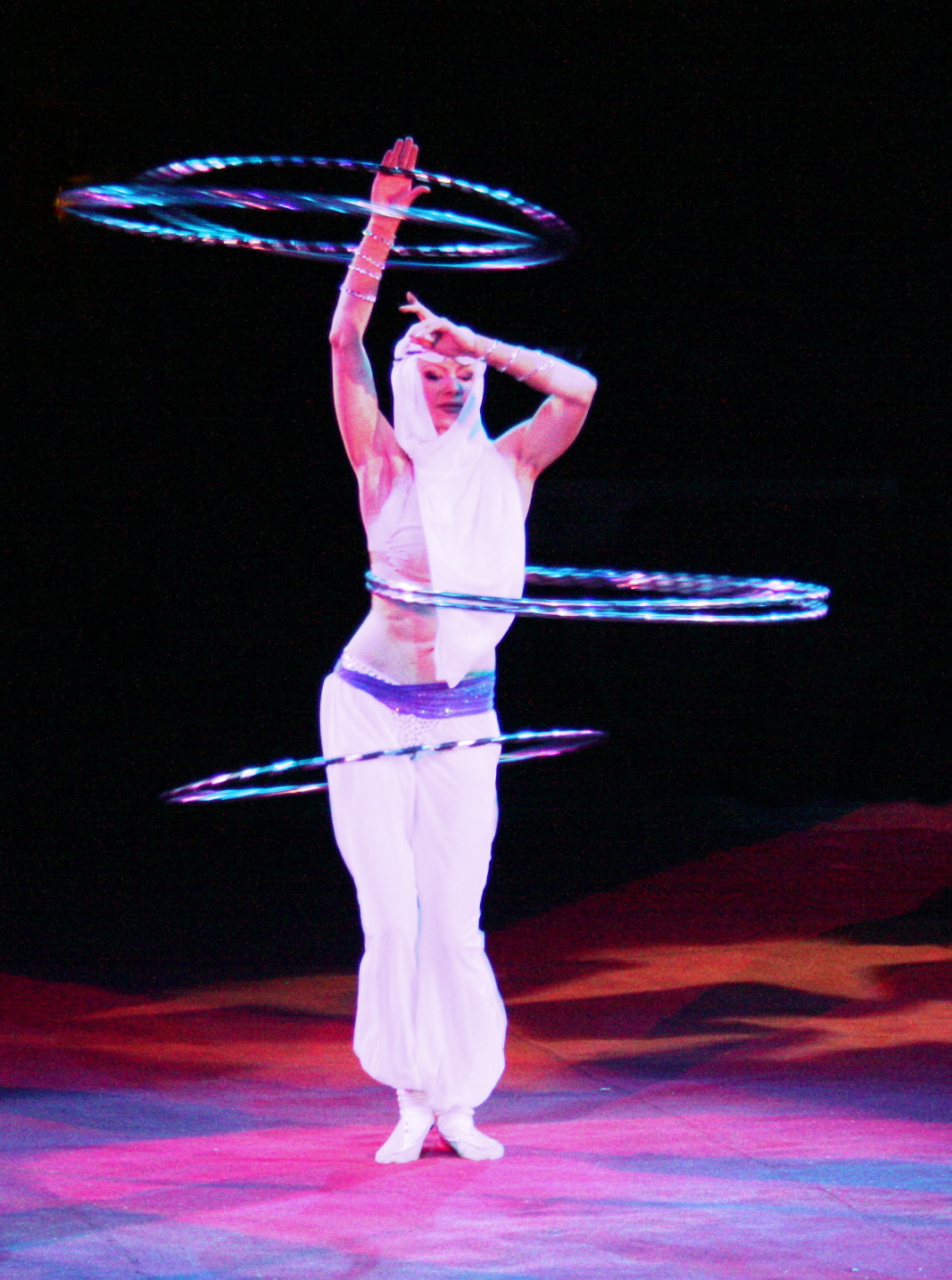

Обру́ч (також хулахуп, гулагуп — від англ. hula hoop) — спортивний тренажер. Використовується як одне зі спортивних знарядь у вправах художньої гімнастики.

## Загальні відомості
Хулахуп — винахід Річарда Кнерра, засновника компанії Wham-O. Про бамбукове кільце, що використовувалося австралійськими фізкультурниками для тренувань, Кнерру і його компаньйонові Артуру Мерліну розповів один з їхніх друзів, після чого вони розробили власну версію, хоча жодного разу не бачили оригіналу.
Перші випробування хулахупа пройшли на початку 1958 року в початковій школі міста Пасадени — партнери пообіцяли дітям подарувати обручі, якщо вони навчаться добре їх крутити. Для популяризації Кнерр і Мерлін веліли співробітникам Wham-O при повітряних перельотах брати з собою обруч у літак, щоб люди навколо запитували, що це таке.
У квітні 1958 року люди вишиковувалися в довгі черги перед магазинами, щоб отримати заповітну штучку. Фірма стала виробляти 20 тисяч хулахупів в день на заводах у семи країнах. Оскільки запатентувати хулахуп не вдалося, досить швидко з'явилися товари-наслідувачі. За даними Wham-O, за чотири місяці було продано 25 мільйонів хулахупів, а за рік близько 100 мільйонів. Фірмові хулахупи коштували 1 долар 58 центів, що було досить багато для того часу. До осені 1958 ринок здебільшого виявився насиченим і продажі пішли на спад.
Назва «хулахуп» утворено від назви гавайського танцю хула і англ. hoop («обруч»).
Ідея обруча навіть на той момент була далеко не нова. Можна навіть сказати, що людство циклічно повертається до цього захоплення з найдавніших часів. При розкопках у північних оазах Єгипту і до цього дня знаходять скам'янілі обручі, які містилися в могилу єгипетських сановників разом з домашнім начинням і забальзамованими рабами. У Британському музеї є ваза, на якій зображений атлет з обручем, який за своїми масштабами дуже нагадує сучасний хулахуп.
У Плутарха в життєписі Агесилая є відомий шматочок про «круглий обруч», який досить широко був розповсюджений у деяких регіонах стародавнього світу — там його робили з виноградної лози: «Агесилай вирізнявся в той же час такою слухняністю і лагідністю, що всі накази виконував не за страх, а за совість: його більш засмучували докори, ніж важка робота. Краса його в юні роки робила непомітним тілесний порок — кульгавість. До того ж він переносив її легко і життєрадісно, завжди першим сміявся над своїм недоліком і цим наче виправляв його. Спритність ж його в поводженні з обручем була настільки велика, що ніхто із хлопчиків не міг змагатися з ним у цій справі».
У «Віндзорських насмішницях» Шекспіра Ганна Пейдж згадує про те, що вчора вона «крутила в саду обруч». У середовищі літературознавців існує думка, що «плетені обручі», які перевозив під час однієї з перших своїх подорожей Робінзон Крузо — це і є хула-хупи, які в ті часи здобули велику популярність в Англії, але морем імпортувалися з півдня Європи. Івлін Во згадує про «круглі, що нагадують тонкий бублик знаряддя», які використовувалися для салонної розваги пересиченої британської аристократії першої половини XX століття.

## Різновиди обручів

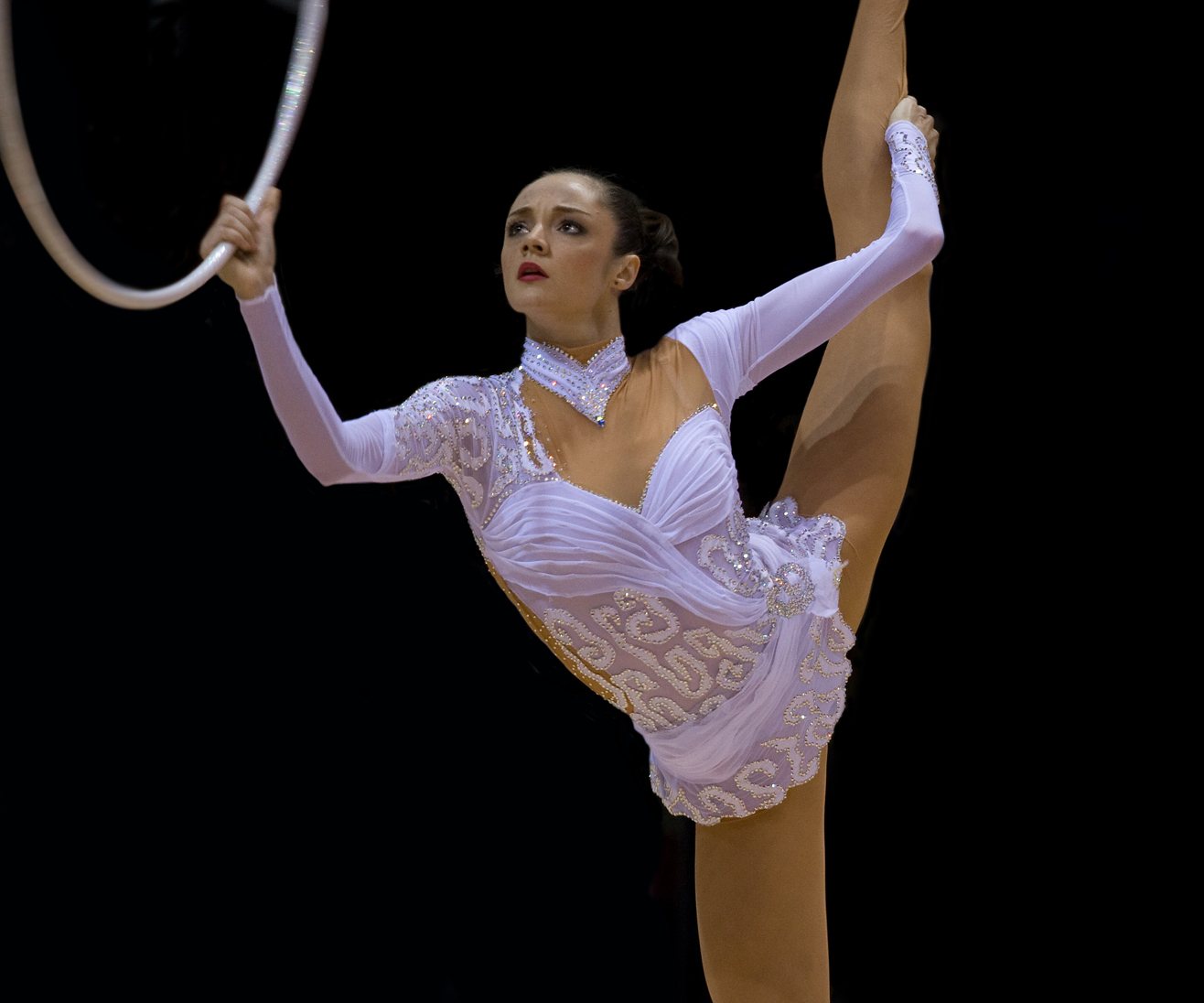
Ганна Безсонова з обручем, 2008

Massage Hula Hoop (масажний хулахуп) — пластмасовий розбірний обруч, що складається з 7 частин, оснащений 35 пластмасовими кульками на внутрішній стороні обруча. Використовується як тренажер для зменшення і масажу талії, живота і стегон.
Health Hoop (хулахуп для здоров'я) — серія пластмасових розбірних обручів, що складаються з 8 частин. Залежно від виду та ваги обручі Health Hoop оснащені невеликими магнітами і системою повітряної амортизації. На сьогодні відомі такі види: Magnetic Health Hoop, Dynamic Health Hoop S (W), Jemimah Health Hoop, Passion Health Hoop, Vita Health Hoop, S23 Health Hoop, New Body Health Hoop, S Body Health Hoop, Vivid Health Hoop, Vita 2 Health Hoop.
Gymflextor — універсальний обруч-тренажер з особливо міцної армованої гуми, оснащений ніпелем для накачування повітрям (до 10 бар). Використовується як обруч і як фітнес-тренажер для тренування основних груп м'язів.

## Обруч в художній гімнастиці
Обруч — один з предметів у художній гімнастиці.
- Обручі виготовляють з пластику, ПВХ або поліетилену. Раніше обручі були дерев'яними.
- Діаметр обруча — 70-90 см (залежить від зросту гімнастки).
- Обручі бувають однотонні або барвисті. Багато гімнасток обклеюють їх кольоровим скотчем для краси.